# Deckwiller

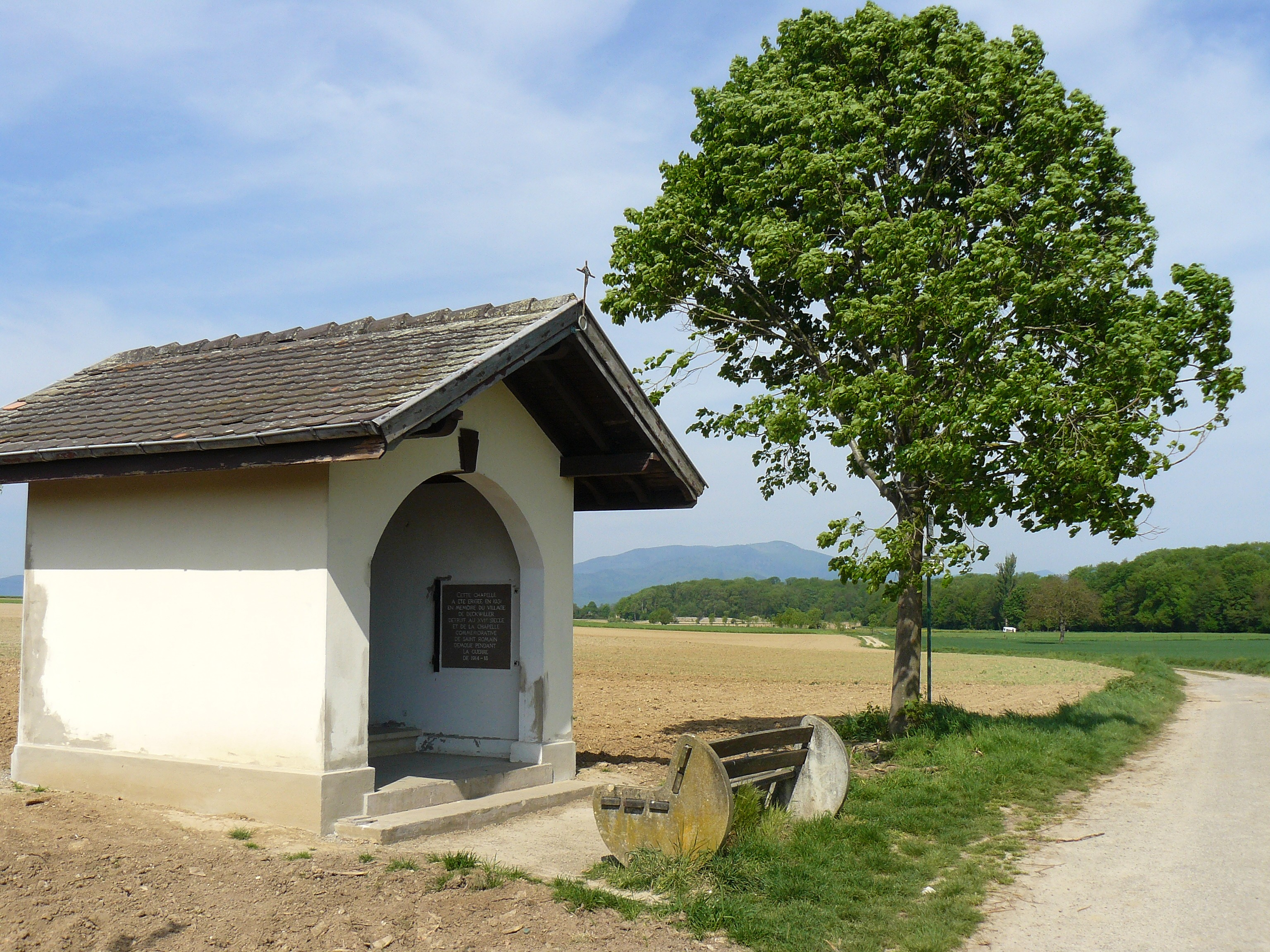
La chapelle commémorative de Deckwiller, à Reiningue

Deckwiller était un village d'Alsace, qui était situé entre Reiningue et Schweighouse, dans le département actuel du Haut-Rhin.
Mentionné pour la première fois en 1216 sous le vocable de Dechunwilre, il dépendait de l'abbaye de l'Oelenberg. Il abritait une cour colongère dont les appels étaient portés à Aspach-le-Bas. Il aurait été détruit par un incendie vers 1550.
Une chapelle commémorative, située sur le ban de la commune de Reiningue, se dresse à son emplacement. Édifiée en 1931, elle remplace la chapelle commémorative Saint Romain, détruite pendant la Première Guerre mondiale.